# Guaina (botanica)
La guaina è la porzione basale della foglia in cui la lamina fogliare abbraccia il fusto (si trova al posto del picciolo).
È tipica delle Graminaceae, ma si può anche osservare nella Tradescantia.
Può essere: 
- divisa;
- divisa con margini sovrapposti;
- saldata.